# Værebro Møller
Værebro Møller var to vandmøller, der lå syd for Værebro å.
”Øvre mølle” lå nær Gundsømagle. Den blev i 1377 registreret som del af Roskildebispens gods. 
”Nedre mølle” ved Jyllinge (Jyllinge Nordmark) er registreret i 1591 og indtegnet på et gammelt matrikelkort fra 1796. Efter reformationen blev begge møller inddraget under krongodset.

## Møllernes historie
Der blev anlagt fire vandmøller på strækningen fra Knardrup til åens udløb i Roskilde Fjord. De to øvrige var ”Knardrup Mølle” og ”Vigsø Bromølle”.
Nedre Mølle blev sammen med Bidstrup gods skænket til København i 1661 som en af kongens begunstigelser til borgerne for deres tapperhed under den svenske belejring i 1659. Dens drift udgjorde en trussel mod den gamle bro ca. 500 meter fra møllen, fordi mølledriften oversvømmede området omkring broen. Tilsvarende satte Øvre Mølle jævnligt et lavt område fra Stenløse næsten til Veksø under vand. Efter protester fra lokale bønder blev den sat ud af drift omkring 1625, hvor en vindmølle i stedet fungerede i ca. 3 år, inden den brød sammen og blev flyttet til København. 
Herefter blev driften af vandmøllen genoptaget i 1638, og på grund af den ”kunstige mølledam” kunne møllen udbygges, således at den i 1682 havde  fire møllehjul og to kværne. Driften af møllerne skabte konflikter med egnens bønder, som på grund af oversvømmelser fra de kraftige møller manglede græsningsarealer. Bøndernes reaktion omfattede bl.a. hærværk mod møllerne, men ca. 1720 fandt myndighederne en midlertidig løsning, da Øvre Mølle blev takseret som græsmølle, og derfor kun måtte arbejde om vinteren.  Mølleren fik som kompensation lov til at opføre en stubmølle i 1728, men da stridighederne om vandstanden i området fortsatte, blev det i 1740 besluttet at nedlægge vandmøllen. Stubmøllen fik lov at fortsætte driften og den blev senere udvidet med en hollandsk vindmølle og en hestemølle. Den sidste mølle på denne lokalitet blev nedlagt i perioden omkring 1. verdenskrig. 
Vandmøllen ved Nedre Mølle blev løbende udbygget og drev i slutningen af sin æra fire kværne. Den fik lov at fortsætte indtil 1862, hvor bønderne købte rettighederne til at opstemme vandet og lod mølledammen udtørre. Også her var anlagt en hollandsk mølle, som var i drift indtil 1950. Undermøllen findes stadig og er 2025 indrettet til beboelse.

## Links
- Nils Erik Andersen: Øvre Værebro Mølle, 7. april 2005 Arkiveret 13. november 2013 hos  Wayback Machine
- Egedal historie (red):Nedre Værebro Mølle, 7. maj 2007 Arkiveret 13. november 2013 hos  Wayback Machine

55°46′52″N 12°05′22″Ø / 55.78111°N 12.08944°Ø